# Tortuguero (sitio arqueológico)
Tortuguero (en maya: B'aaku'l') es un yacimiento arqueológico de la cultura maya, localizado en el municipio de Macuspana, en el estado mexicano de Tabasco.
Esta ciudad maya se localiza en las llamadas "llanuras intermedias" entre las estribaciones de la sierra de Tabasco y la planicie costera del golfo de México.
Tortuguero, por su situación geográfica, ha sido catalogada como de suma relevancia para el desarrollo y auge de la cultura maya en las tierras bajas noroccidentales. Su importancia reside en que fue un centro ceremonial, administrativo y punto estratégico para el sometimiento de las ciudades circunvecinas, gracias a la alianza con Palenque.
En Tortuguero se han localizado pocos vestigios del Preclásico así como del Posclásico temprano; en el siglo XII ya se había abandonado. A través de otros materiales como la obsidiana, el ónix o bien de la mención de un yugo en el lugar, infiere que mantuvo un fuerte contacto con otras áreas mesoamericanas.
Pese a que en la época prehispánica Tortuguero llegó a ser un sitio de gran importancia dentro de la cultura maya, es muy poco lo que se sabe de ella debido a que gran parte de sus vestígios han sido destruidos por la acción humana.
En los últimos años, Tortuguero ha tenido relevancia mundial, debido al descubrimiento de la Estela 6, o también llamada "Estela de Tortuguero" en la que se menciona la fecha del 21 de diciembre de 2012 como el final de una era del calendario maya.
En la actualidad, el sitio arqueológico de Tortuguero no se encuentra abierto al público.

## El nombre
El nombre moderno de esta antigua ciudad maya se debe a que se ubica en las faldas del cerro llamado "El Tortuguero". En estudios antropológicos recientes practicados al Monumento o Estela 6 encontrada en este mismo yacimiento, se descubrió que la ciudad aparece mencionada con el nombre de B'aaku'l'.
Aunque tanto los dirigentes de Tortuguero, como los de Palenque, utilizaron el glifo emblema k'uhul B'aakal ajaw, que significa sagrado gobernante de B'aakal disputándose la descendencia del señorío.

## Ubicación
El sitio arqueológico Tortuguero se encuentra ubicado en el estado de Tabasco, más precisamente en el sur del municipio de Macuspana, en la cima y faldas del cerro El Tortuguero, lugar que forma parte de las denominadas "tierras bajas noroccidentales mayas", cuya altura sobre el nivel del mar no excede los 800 m.
Se localiza a 50 km de la ciudad de Villahermosa capital del estado de Tabasco, a 10 km de la ciudad de Macuspana y a 35 km en línea recta al oeste-noroeste de la zona arqueológica de Palenque.

## Descubrimiento e investigaciones
A Tortuguero se le conoce gracias a cuatro planos. El primero de todos lo hizo Gonzalo Moral en 1918. El segundo data de 1921 y fue elaborado por Frans Ferdinand Blom Petersen pero en el solo se muestra un edificio. El tercer plano es de 1926 y fue elaborado por el mismo Blom y por La Farge, fue el más completo y usado ya que muestra seis edificios. Y el último fue elaborado en 1978 por Elsa Hernández, en este mapa se muestran en total siete edificios.

### Descubrimiento
Las primeras noticias de Tortuguero se darían hasta 1915 cuando en el invierno de 1914 visitan el sitio por primera vez el general José Domingo Ramírez Garrido, Límbano Blandín y Francisco Javier Santamaría, quienes publican algunos textos en el periódico Regeneración en un artículo fechado el 5 de febrero de 1915.  Aunque los lugareños, ya sabían de la existencia de la ciudad prehispánica por lo menos 30 años antes. Esto se confirma con el "Plano del Partido de Macuspana y comarcas limítrofes" realizado por José N. Rovirosa en 1880, en el que señala unos montículos artificiales antiguos en la ladera suroeste del cerro.

### Expedición de Frans Blom
En 1922, se realizó la exploración que hicieron el arqueólogo Frans Ferdinand Blom Petersen y el etnólogo Oliver La Farge, coordinados por la Universidad de Tulane, quienes hicieron una relación de lo encontrado en su libro "Tribus y Templos", su aportación principal es la descripción del sitio El Tortuguero y un plano parcial del asentamiento prehispánico.

### Viaje de Francisco J. Santamaría
Francisco J. Santamaría aportó un artículo en 1933 titulado "Las ruinas occidentales del viejo imperio maya, en la sierra del Tortuguero en Macuspana Tabasco", donde afirma lo antes mencionado por Blom y La Farge. Algunos investigadores como Heinrich Berlin (1953), Robert L. Rands (1967) y Sisson, ofrecen mayor información sobre su cerámica.

## Historia
Se sabe que Tortuguero, al igual que la mayoría de las ciudades mayas asentadas en la parte occidental de Tabasco, fue fundado por hablantes de la lengua chontal, procedentes del sur y del este del estado. Aunque hay versiones que aseguran que Tortuguero fue fundado originalmente por descendientes olmecas de La Venta quienes al ser destruida su capital, emigraron hacia el sureste, estableciéndose en Tortuguero.
La importancia de Tortuguero se basó en un principio en las relaciones político-económicas con su vecina Palenque, esta relación se dio entre los siglos VI y VII en el gobierno de Janaab' Pakal (Pakal el viejo), quien mantenía una vasta influencia en el territorio maya de Tabasco.  A partir de esto, el sistema expansionísta de Palenque, llegaría hasta Comalcalco, donde el comercio y la influencia maya palencana cobraron más poder. Esto se debe primeramente a la relación sanguínea que unía a los gobernantes de Tortuguero y Palenque, y a que en el año 626 K'inich Janaab' Pakal (Pakal el grande) se casaría con la "reina roja" de Tortuguero, lo que fortalecía más la alianza entre ambas ciudades, lo que sin duda, motivó el sentimiento expansionista de Pakal II, y consolidó a Tortuguero como una barrera de defensa y contradefensa de Palenque.

### Esplendor

#### Alianza con Palenque
Tortuguero estuvo implicado en grandes conflictos bélicos, principalmente durante el gobierno de Ahpo Bahlum, gobernante del linaje de la Garza, quien heredó este glifo emblema de su padre, que pertenecía a la familia real de Palenque. y descendiente de ah K'uk, en el cual Palenque tuvo un gran aliado para sus planes expansionistas, de ampliar la esfera de dominio al occidente, con Tortuguero como enclave, Ahpo Bahlum se ocuparía de conquistar varias ciudades aledañas a la suya por medio de la captura de los respectivos Ajaw. Esto confirma que Tortuguero haya sometido a Ox Balam gran señor de Joy Chan (Comalcalco) y la ciudad haya sido anexada al territorio dominado por Palenque.

#### Conflicto Tortuguero - Palenque
En el año 611 al morir Janaab' Pakal (gobernante de Palenque) quedó rota la línea de sucesión patrilineal, y la dinastía palencana se dividió en dos, por lo que se desató una crisis dinástica en el señorío de B'aakal (al que pertenecían Tortuguero y Palenque). Por una parte, Ik' Muuy Muwaan reclamó para sí su derecho al trono y junto con su hijo B’ahlam Ajaw, (quien había nacido el 26 de noviembre de 612) se estableció en Tortuguero, nombrándola capital del señorío de B'aakal. 
Desde entonces, tanto los dirigentes de Tortuguero como los de Palenque utilizaron el glifo emblema k'uhul B'aakal ajaw, que significa sagrado gobernante de B'aakal, reconociéndose a sí mismos como los legítimos descendientes del linaje del señorío. La rivalidad entre ambas facciones se hizo patente, años más tarde, mediante los diversos conflictos bélicos que sostuvieron estas dos ciudades.
Es durante los siglos VII y VIII cuando Tortuguero alcanza su máximo esplendor. El 6 de febrero de 644, después de morir Ik' Muuy Muwaan I, su hijo B'ahlam Ajaw fue entronizado en Tortuguero. B'ahlam Ajaw pertenecía al linaje de la familia de Pakal II quien gobernaba Palenque, pero ambos se encontraban enemistados. El nuevo gobernante convirtió a Tortuguero en la localidad más importante y poderosa de los límites occidentales de la región maya, importancia reflejada en la explosiva actividad constructiva y gran cantidad de monumentos esculpidos que fueron labrados durante su reinado. 
Debido a su enemistad con Pakal II, B'ahlam Ajaw inició una política de guerra en contra de Lakam Ha' (Palenque) y de sus ciudades aliadas. A tan solo unos meses de haberse entronizado, el 1 de junio de 644 realizó el primer ataque contra la cabecera provincial de Ux Te' K'uh —lugar de donde era originaria Tz'akbu Ajaw la esposa de Pakal II—. Luego, el 18 de noviembre del mismo año, B’ahlam Ajaw capturó Us otra localidad sujeta a Palenque y de ubicación igualmente indefinida. El 25 de julio de 649 atacó al señorío de Moyoop (cuya ubicación no se ha identificado). En noviembre capturó Usiij y el 21 de diciembre atacó Comalcalco, en esta última batalla, la Estela 6 de Tortuguero, deja ver que fue un "baño de sangre" en donde Uhx Balam gran señor de Joy Chan fue sacrificado. Todas estas plazas eran aliadas al régimen de Pakal; de esta forma el dominio palencano se debilitó en el occidente. Las represalias de B'ahlam Ajaw no cesaron ahí, ya que el 10 de septiembre de 655 volvió a atacar Ux Te' K'uh lo que provocó que gran parte de la población principal de este sitio se refugiara en Palenque, debilitando aún más el dominio de Lakamha' (Palenque) en las tierras noroccidentales. 
La férrea ofensiva desatada por B'ahlam Ajaw señor de Tortuguero contra el señorío palencano y sus aliados se pueden explicar por la rivalidad que, desde sus orígenes, entablaron ambas facciones cuando se dividió la dinastía palencana.

### Decadencia y abandono
A pesar de que en un principio las relaciones entre Tortuguero y Palenque eran excelentes, pronto se fueron fragmentando por las diferencias entre los gobernantes, lo que desembocó en situaciones bélicas. En tanto que el interés de Palenque en su sistema expansionista sobre la planicie tabasqueña pasaría a segundo término debido a que le urgía consolidar de nuevo a la familia reinante, tanto al interior como frente a las ciudades vecinas, sobre todo Toniná. Esto motivo que los Ajaw de Tortuguero perdieran importancia dentro de la política palencana. Esto explica claramente el decaimiento de la ciudad y su consecuente abandono.

### Gobernantes de Tortuguero
La vida política de Tortuguero esta íntimamente relacionada con sus Ajaw o señor, conectados carnalmente con la familia real palencana.
- Mon
- Ahku’l K’uk’,
- Na’ Tun Wits Mayih
- Na Wanachih, de Palenque
- Ahpo Bahlum
- Ik' Muuy Muwaan
- B'ahlam Ajaw
- Mon Aacan Kan Hotik
- Anónimo.
- Na’ Ik
- Ah K’al Bahlum

Los dos primeros señores de Tortuguero vivieron en los siglos IV y VI d. C. y en ellos recayó la responsabilidad de las construcciones y la edificación de los templos.
Es a partir del 5.º gobernante donde inicia la relación Tortuguero-Palenque, pues este señor procedía de la familia real de Palenque. El 6.º y 7.º gobernantes (Padre e hijo) no estuvieron dispuestos a permitir la consolidación del señorío de Palenque, y tomaron una actitud hostil contra los aliados palencanos.

### La Reina Roja

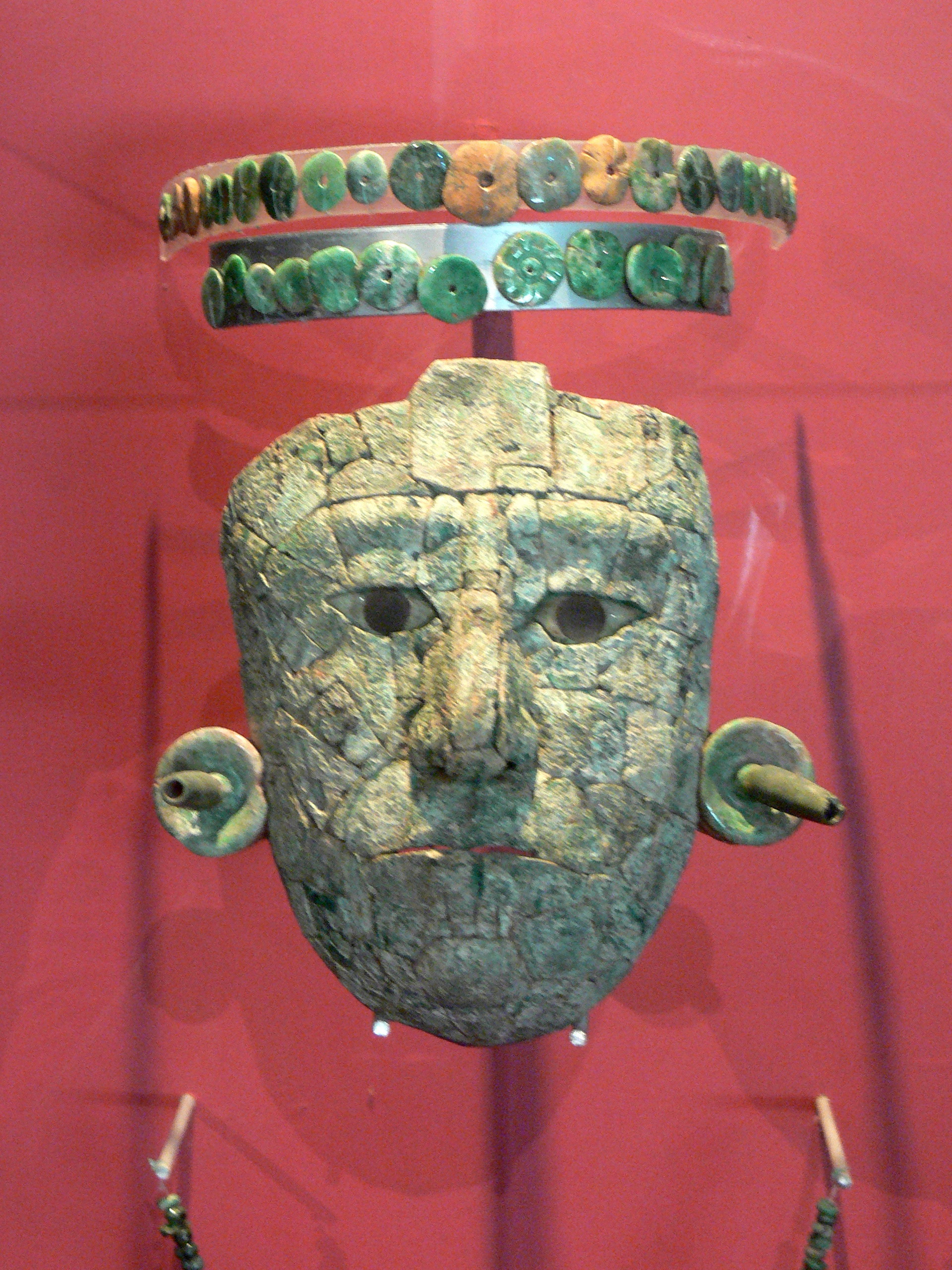
Diademas y máscara facial funeraria de la Reina Roja.

Se cree que su nombre pudo ser Tz'akbu Ajaw, también conocida como Ahpo-Hel, nació en Tortuguero, en donde vivía un sublinaje del señorío de B'aakal (Lugar del Hueso). Su padre fue Yax Itzam Aat, un gobernante, cuyo título era tuun ajaw o gobernante de la Piedra Preciosa. El 19 de marzo del año 626 se casó con Pakal “el Grande”, con lo que se fortaleció la alianza entre Tortuguero y Palenque que llevó a extender los dominios de esta última hasta Comalcalco. De su matrimonio nacieron tres hijos, dos de ellos fueron gobernantes de Palenque, K'inich Kan Balam II, quien nació en el 635, y  K'an Joy Chitam II, quien nació en el 644. Su tercer hijo fue  Tiwol Chan Mat, nació en el 648, no ascendió al poder pero fue padre de K'inich Ahkal Mo' Naab III, quien gobernó del 721 al 729. Sin embargo, las investigaciones del epigrafista Guillermo Bernal Romero, realizadas en el tablero de K'an Tok, señalan que hubo un hijo de nombre Wak-?-nal B'ahlam Ch'aaj Il Sib'ik ¿Kan? que nació después de Kan Balam y antes de Joy Chitam, y un quinto hijo cuyo sexo y nombre aún se desconoce.
Tz’ak-b’u Ajaw murió en noviembre de 672 y siguiendo las instrucciones de Pakal, fue sepultada en el Templo XIII o también llamado “Templo de la Reina Roja”. Pakal proyectó este sofisticado recinto (dotado de tres cámaras funerarias y cinco escalinatas internas) como el edificio que no solamente albergaría los restos mortales de su esposa.
El 11 de abril de 1994, cuando realizaba prácticas de excavación, la joven arqueóloga Fanny López Jiménez descubrió en el Templo XIII de Palenque una subestructura, una puerta y un pasillo que la llevó a encontrar tres recámaras, en una de ellas se encontraría el sarcófago de la llamada Reina Roja.

## Descripción del sitio
El sitio estaba constituido por una serie de 20 edificios repartidos a todo lo largo del cerro "El Tortuguero". Las investigaciones revelan que las edificaciones fueron construidas con bloques de piedra caliza recortados, amarrados con una mezcla de cal y tierra, y sin orientación aparente, algunos conservaban todavía restos de muros en la cima.
Las casas de la gente más importante se ubicaban dentro del centro cívico-religioso, y conforme se alejaban se volvían más modestas. De esta forma, la población común ocupaba una serie de paqueñas colinas sobre las que es posible apreciar grupos de hasta cuatro casas. Esta área se concentraba hacia el norte y noroeste de la zona principal, posiblemente con la intención de ganar tierras para el cultivo.

### Edificio II
Se localiza a unos diez o doce metros de distancia del Edificio I. Aunque es de menor altura que el anterior, todavía se encuentran vestigios de una pared de un metro de altura aproximadamente, contrastando con la forma redonda de la base del edificio afectado por derrumbes.

### Edificio III
Se sitúa al oeste del Edificio II. La descripción de este edificio es muy vaga y escueta, indicando que no conservó habitaciones en la parte superior del mismo.

### Edificio IV
Estaba más alejado del conjunto, al sur de los Edificios II y III. Tuvo una habitación abovedada en su cima, y era más alto que los Edificios I y II, se deduce que este Edificio cayó por desgajamiento de parte del cerro.

### Edificio V
Estaba ubicado al sureste del Edificio IV, y delimitaba el lado norte de una pequeña plaza, en su cima se hallaron restos de un muro.

### Edificio VI
Este edificio estuvo ubicado a lado del Edificio V, en la parte oeste de la plaza. Corresponde al Montículo 9 descrito por Blom, quien indicó que tenía muchas piedras derrumbadas y amontonadas. En su constado este, casi al centro, se hallaban dos estatuas labradas a las que les faltaban la cabeza y los pies, y entre este edificio y el Edificio V se encontraba otra estatua labrada, a las que Blom y La Farge designaron como Monumentos 2,3 y 4.

### Edificio VII
En el lado noreste de la plaza, se localizaban varias terrazas y escalinatas muy destruidas, y que en forma descendente hasta llegar a un pequeño montículo llamado Edificio VII el cual tenía en su parte superior una estela llamada Monumento 1.

### Edificio VIII
Sobre la falda noreste del cerro fueron localizados los cimientos de lo que fue una construcción que tuvo 14 m. por 24 m. en donde se encontraron gran cantidad de restos de vasijas y figurillas.

### Edificio IX
El nombrado como Edificio IX fue un pozo seco de 1.35 m de diámetro.

### Edificio X
Se trata de un gran redondel abierto con borde de piedras, de 24 m y dos pasillos opuestos a manera de entradas subterráneas que median de 1 a 1,5 m de alto y de 4 a 4,5 m de largo. Esta construcción se ubica en la falda sur del cerro.

### Edificio XI
Consta de varios muros de 5 m de largo, 4,5 m de ancho y 1 m de alto, los cuales estaban rodeados por una muralla cuadrangular, por lo que se presume era una plataforma con dos etapas arquitectónicas.

### Edificio XII
Debajo del Edificio XI se localizó un subterráneo cuyo acceso había sido tapado por un posible derrumbe de la estructura superior. Tanto este como el Edificio XI se localizaban en la falda sur del cerro aproximadamente a 100 metros de un acantilado de 25 m de altura.

### Edificio XIII
Se localizó un kilómetro al noroeste del Edificio XI. Consta de tres pozos, uno de ellos se encontró tapado, ubicados en forma triangular y cercanos entre sí con diámetros de 2,10 y 2,70 m y la profundidad de los dos pozos abiertos iba de 1,20 a 1,80 m.

### Edificios XIV y XV
Se trata de dos enormes "ciudadelas" localizadas en el extremo oeste del cerro, una de ellas tuvo aproximadamente 100 m de largo y tenía grandes entradas.

### Edificios XVI y XVII
Fueron localizados en la cumbre del cerro, una de ellas apenas sobresalía de la superficie, mientras que a 600 m de distancia se localizó la otra estructura conformada por una plataforma de dos cuerpos.

### Edificios XVIII y XIX
Se trata de dos construcciones separadas entre sí a una distancia de 300 m. localizadas entre grandes cañadas. El llamado Edificio XVIII medía 13 m de largo, 9 m de ancho y 1,5 m de altura. La construcción denominada Edificio XIX medía 9 m de largo, 8 m de ancho y 3 m de alto.

### Edificio XX
El llamado Edificio XX era una terraza de contención de 150 m de longitud, situada al oeste de los Edificios XVIII y XIX.
Varios monumentos escultóricos han sido rescatados de este sitio. Los monumentos I, II, III, V, VI y VIII, se pueden observar en el Museo Regional de Antropología Carlos Pellicer en la ciudad de Villahermosa. Otros como el IV, VII, IX, X y XII, se ignora donde están y el XI se encontraba en Tortuguero, y fue visto por última vez en 1978.
En esa área que mide 8 kilómetros cuadrados aún quedan cuatro montículos vírgenes, además de sitios de importancia en los miradores naturales denominados "Puerta del Cielo" y el "Baño de la Reina".

### Monumento 1

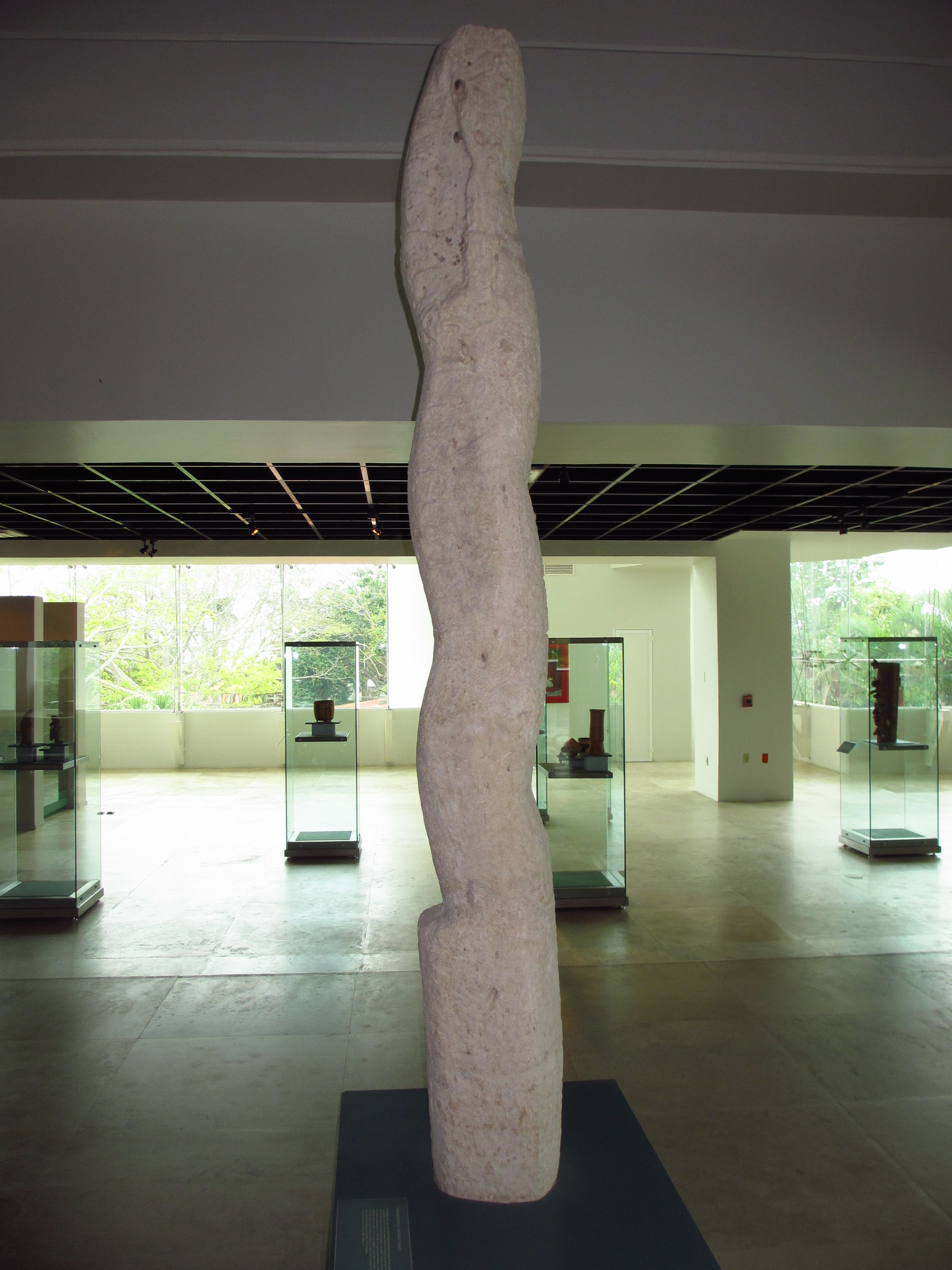
Monumento 2 El Tortuguero.

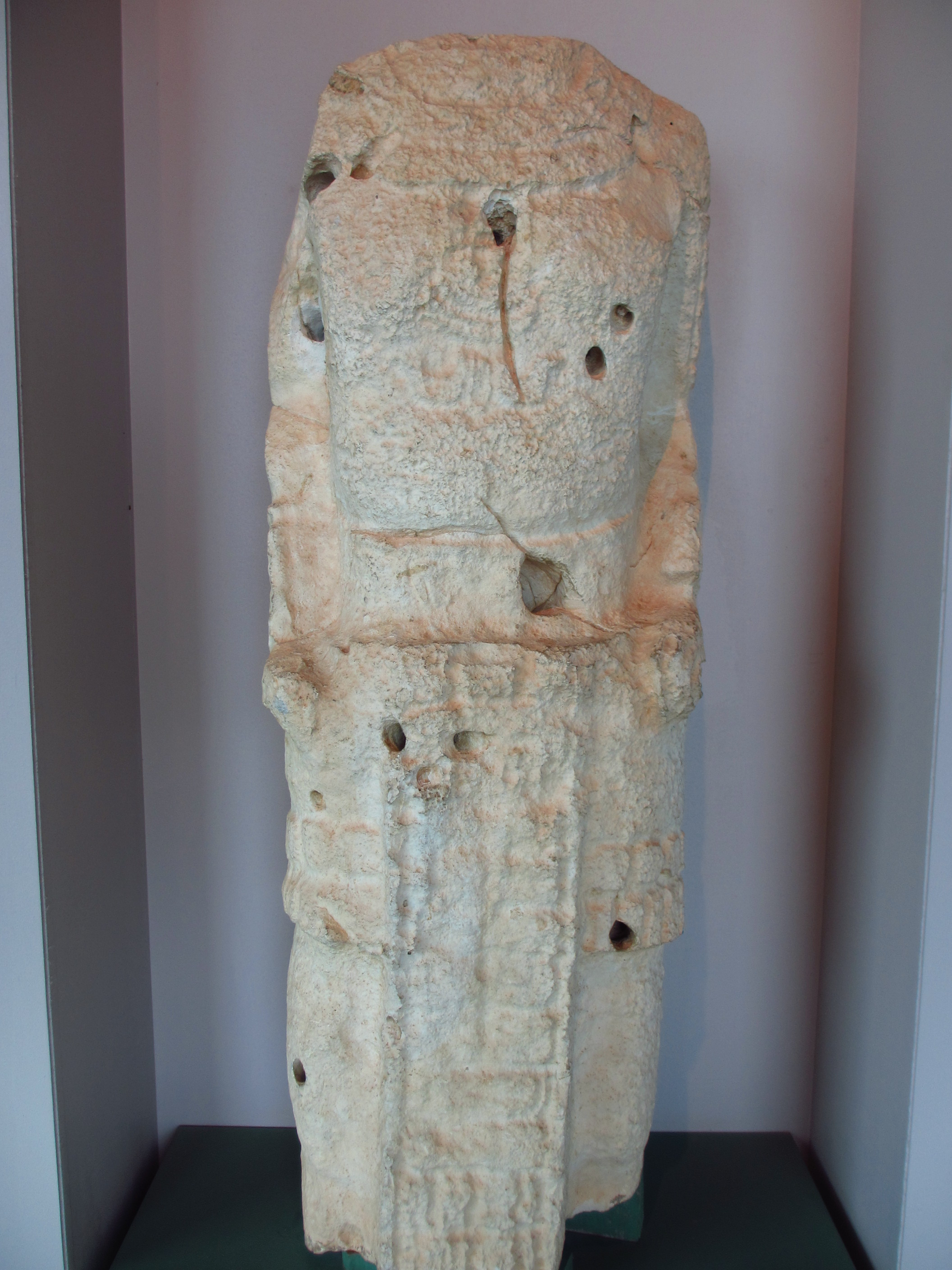
Monumento 3 El Tortuguero.

Descubierto en 1915, desde 1953 fue trasladado al Museo de Antropología Carlos Pellicer Cámara en la ciudad de Villahermosa. Es una estela de piedra caliza que mide 2,21 m de alto, 65 cm de ancho y 35 cm de grosor. Esta labrada solamente en la parte frontal, cuenta con una inscripción realizada con ocho glifos de gran tamaño (34 cm por lado) colocados de dos en dos, y en la parte inferior tiene un jaguar esculpido en relieve con rostro humano, en alusión a Balam Ahau gobernante de Tortuguero desde el 6 de febrero de 644. 
En los ocho grandes cartuchos de glifos se encuentra escrito el nombre del gobernante y también una referencia al Sagrado Señor de Baakal (el lugar del hueso), título con el que se identificaba al gobernante de Palenque, y que además utilizaron los antiguos habitantes de Tortuguero para identificar a su ciudad. Las inscripciones señalan también fechas importantes como la relacionada con la erección de la primera estela de Balam Ahau en la fase inicial de su mandato.

### Monumento 2
Fue descubierto en 1915 por Francisco J. Santamaría y José Domingo Ramírez Garrido; Blom y La Farge le dieron este número. Fue encontrado en la Plaza anexa al Edificio VI. La figura se encontraba en forma vertical, ya que la parte inferior es lisa y se encontraba enterrada. Primero se pensó que era una sola pieza, pero posteriormente se descubrió que con una columna lisa que había sido llamada por Blom "Monumento 4" formaban una sola estela de casi 3 m de alto. Por gestiones realizadas por el poéta Carlos Pellicer Cámara en 1960 fue trasladasda al Museo de Tabasco.
Este monumento de forma ondulante fue labrado en piedra caliza, mide 2.27 m  de alto por 25 cm de ancho y 25 cm de grosor. Santamaría, Ramírez y Bandín, cuando lo descubrieron, pensaron que se trataba de la figura de una mujer, mientras que Bloom y La Farge la describieron como un "Cuerpo de serpiente decapitado". En los costados se aprercian brazos antropomorfos de rasgos humanos terminados en cabezas de reptil, y portamuñequeras. En los lados frontal y posterior presenta varios cartuchos, estos ocupan un espacio de 12 cm de alto por 11 cm de ancho. El texto se encuentra muy deteriorado, y solo es posible apreciar unos cuantos rasgos en los que se pueden ver 10 glifos semidestruidos, que se refieren a fechas y a un señor (Ajaw) no identificado, pero que habría sido relevante en la historia de Tortuguero. También es posible apreciar una columna vertebral que por cada lado fue magistralmente tallada.

### Monumento 3
Esta escultura elaborada en piedra caliza carece de cabeza y de una parte de las extremidades inferiores, muestra a un individuo que se encontraba en la cima de la jerarquía social pudiendo haber sido un señor (Ajaw) o gobernante que fue representado de pie, en una postura muy rígida y formal, ricamente ataviado con un faldellín con el borde decorado con cuentas y en el frente con varios glifos hoy ilegibles, brazaletes y un collar con gran pectoral. En el año de 1960 fue trasladado al Museo de Antropología Carlos Pellicer Cámara en la ciudad de Villahermosa.

## La Estela 6 de Tortuguero

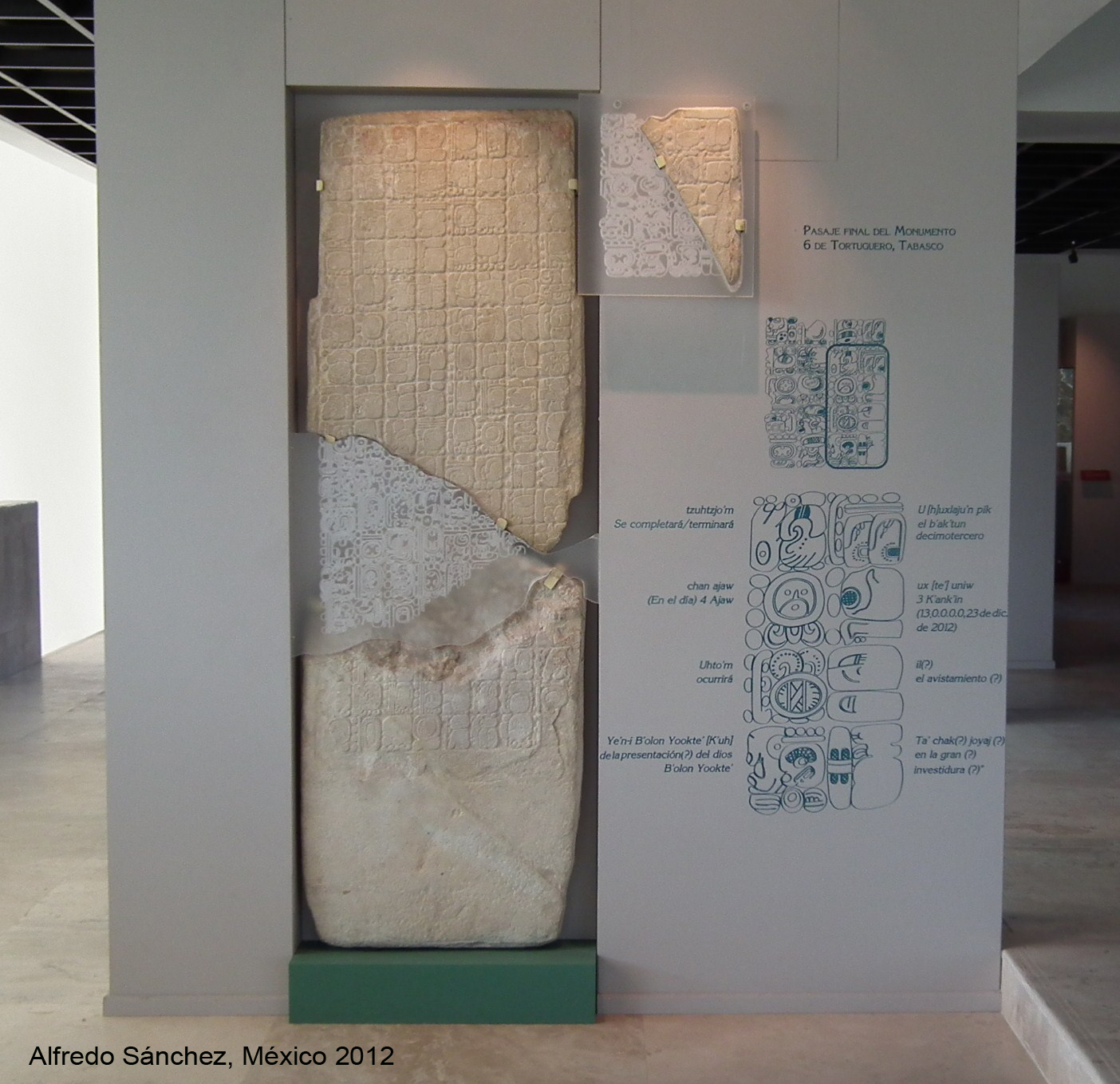
Estela 6 El Tortuguero.

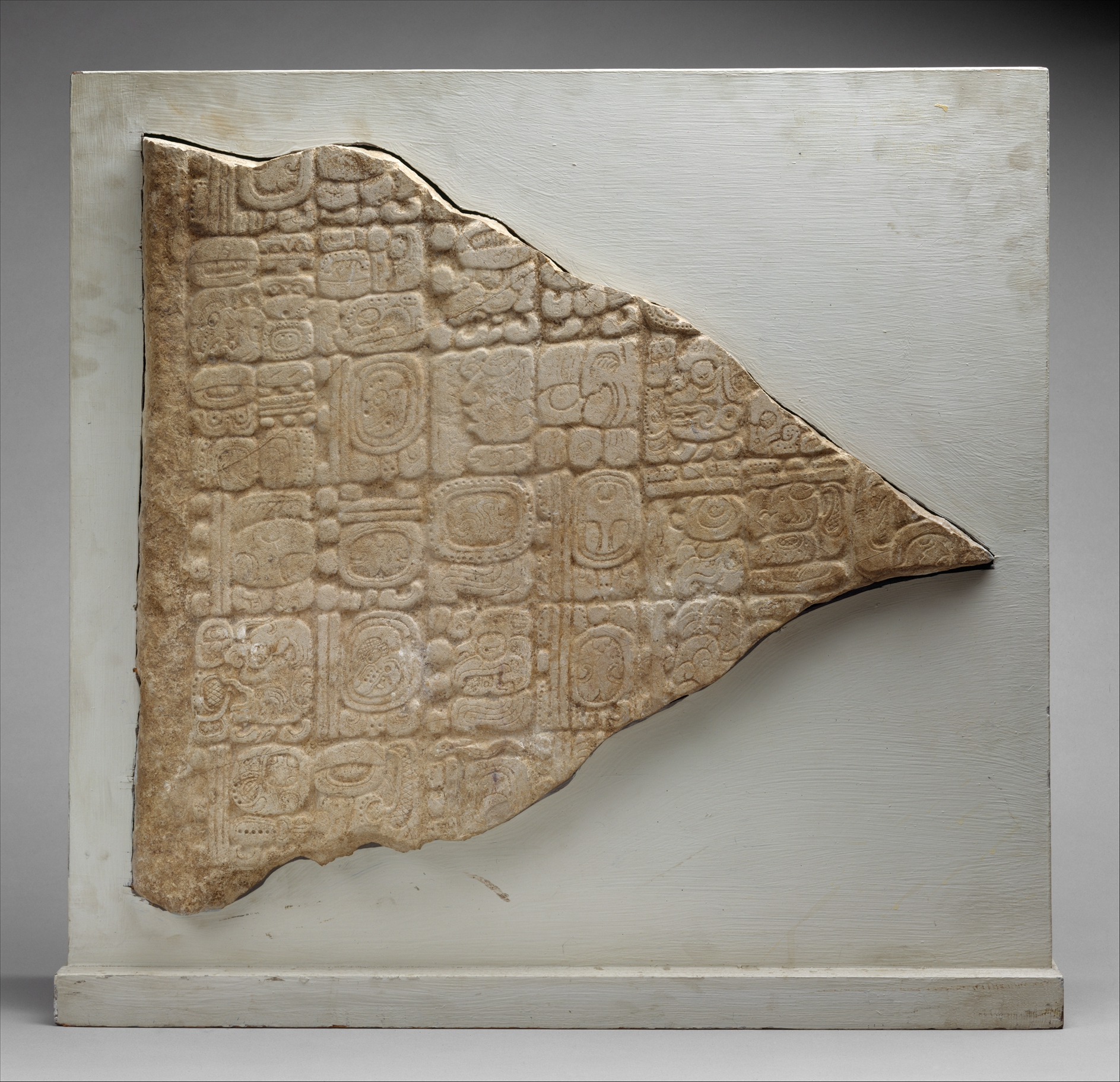
Fragmento central de la Estela 6 El Tortuguero conservada en el Museo Metropolitano de Arte de New York.

Sin duda, el descubrimiento que dio relevancia mundial al sitio arqueológico de Tortuguero fue el descubrimiento de la Estela 6, o también llamada "Estela de Tortuguero", donde se identifica la fecha calendárica de 13.0.0.0.0  -4 ahau 3 kankin- equivalente al 21   –12- 2012, como el fin de una era del calendario maya, y que muchos han interpretado como la predicción maya del fin del mundo.
La enigmática Estela 6 fue mandada a esculpir por Balam Ajaw gobernante de Tortuguero, y describe diferentes guerras realizadas bajo su reinado, así como el descenso de Bolom Yokte "Señor de la Luz", en ella está escrita la fecha 21.12.2012, que es cuando terminará el ciclo actual según la cuenta larga maya y finaliza el 13.º Baktun, o período de 394 años en que se divide el Calendario maya.
Dicha estela fue encontrada en la sección 5 de este sitio arqueológico maya, y en lo alto del cerro se encuentran aún cuatro montículos inexplorados sobre los que ahora trabajan investigadores del Instituto Nacional de Antropología e Historia.
La pieza llamada Estela 6 se encuentra protegida en el Museo de Antropología Carlos Pellicer Cámara, ubicado en Villahermosa, capital del estado de Tabasco, y contiene inscripciones sobre predicciones astrológicas del año 2012. El monolito forma parte de las tres piezas que al respecto se elaboraron durante la civilización maya y es considerada única y valiosa, debido a su contenido respecto de los cambios que anunciaron los mayas en el año 300 a. C.
La Estela 6 originalmente tuvo forma de "T" (que en la cultura maya simboliza el viento) y estuvo formada por 3 partes, una de las cuales se desconoce su ubicación. Acutualmente la estela está fracturada y conformada por 6 fragmentos, (el cuerpo central está fragmentado en 3 partes, el cuerpo izquierdo en dos y el cuerpo derecho en uno) 3 de los fragmentos se encuentran resguardados en el interior del Musel Carlos Pellicer Cámara (dos del cuerpo central y uno del cuerpo izquierdo), otro fragmento se encuentra en el Museo Metropolitano de Arte de Nueva York (un fragmento del cuerpo central), otra pieza está en manos de un coleccionista privado (un fragmento del cuerpo izquierdo), mientras que la última pieza (el cuerpo derecho) se encuentra desaparecida.